# Полювання на відьом в Папуа-Новій Гвінеї

## Загальні дані
Полювання на відьом у Папуа-Новій Гвінеї триває і в двадцять першому столітті. Ці напади спрямовані переважно проти жінок, яких звинувачують у використанні чаклунства, широко відомого як "сангума", зі злими намірами. У 2012 році Комісія з правової реформидійшла висновку, що з 1980-х років кількість нападів, пов'язаних із чаклунством, зросла. Наприклад, лише в провінції Сімбу щороку трапляється понад 150 випадків полювання на відьом. Місцеві активісти також підрахували, що загалом понад п'ятдесят тисяч людей були змушені покинути свої домівки через звинувачення у чаклунстві.
Незважаючи на те, що полювання на відьом у Папуа-Новій Гвінеї, країні з етнічною різноманітністю, може проявлятися по-різному, у більшості випадків звинувачення в чаклунстві виникають через хворобу або смерть члена родини чи близької людини. Це призводить до того, що родичі та інші мешканці села шукають помсти, вважаючи підозрювану «відьму» винною в їхніх нещастях. Напади на людей, яких таврують як відьом, зазвичай надзвичайно жорстокі. Жертви часто зазнають тривалих фізичних, емоційних та сексуальних тортур. У найтяжчих випадках, звинувачених у відьомстві вбивають великі натовпи, використовуючи звірські методи. Спалення залишається поширеною формою страти.
Полювання на відьом у Папуа-Новій Гвінеї пояснюється низкою причин. Високий рівень захворюваності на ВІЛ/СНІД та зростання кількості хвороб, спричинених зловживанням наркотиками та алкоголем, у поєднанні із загальним браком якісного медичного обслуговування, призвели до збільшення випадків передчасної смерті в багатьох громадах Папуа-Нової Гвінеї. Саме ці смерті часто стають підґрунтям для звинувачень у сангумі. Міграція та соціальна дезорганізація, спричинені використанням землі для видобутку природних ресурсів, а також нові розробки та швидка модернізація також призвели до руйнування традиційних соціальних зв'язків та поширення вірувань у сангума, створюючи в країні сприятливе середовище для полювання на відьом.

## Огляд
Полювання на відьом зазвичай розпочинається тоді, коли сусіди, родичі чи інші члени громади обирають когось жертвою, на яку можна перекласти провину за хвороби, смерть та інші лиха. Часом громади звертаються за допомогою до знахаря — людини, яка нібито володіє магічними здібностями, але запевняє, що використовує їх лише з доброю метою, — щоб той допоміг виявити відьму. Знахарство в багатьох селах є усталеною професією, і знахарі часто отримують добру винагороду за свої послуги.
Хоча відомі випадки звинувачень у чаклунстві і проти чоловіків, за даними Amnesty International, жінки та дівчата мають ушестеро більше шансів стати жертвами полювання на відьом, ніж чоловіки. Особливо вразливі категорії жінок, такі як одинокі матері, вдови, немічні, психічно хворі та жінки, які мають меншу підтримку від чоловіків-родичів, перебувають під особливим ризиком стати жертвами полювання на відьом, оскільки вони мають менше можливостей для захисту у разі звинувачення у відьомстві. Однією з причин такої непропорційності є поширене вірування, що жіноче тіло є більш сприятливим для вселення «духа відьми», ніж чоловіче, оскільки ці злі духи нібито віддають перевагу перебуванню в жіночій утробі. Імовірність бути затаврованим як відьма також має тенденцію до збільшення, якщо член сім'ї був звинувачений у тому ж злочині в минулому, оскільки вважається, що здатність виконувати чорну магію передається з покоління в покоління.
Якщо когось підозрюють у чаклунстві, його можуть катувати, щоб вибити зізнання, яке б «підтвердило» їхню провину. Методи тортур включають побиття (іноді з використанням колючого дроту), підвішування над вогнем, спалювання розпеченою праскою, надрізання, здирання шкіри, ампутацію частин тіла та зґвалтування. Наприклад, у листопаді 2017 року молоду дівчину звинуватили в тому, що вона спричинила хворобу двоюрідного брата, діагностовану як «kaikai lewa» («з'їсти серце»). Згідно з повір'ям, це чаклунство, за якого відьма використовує чорну магію, щоб вийняти та з'їсти серце людини. Невдовзі після цього дівчину викрали та катували протягом п'яти днів, підв'язуючи її за щиколотки та здираючи шкіру розпеченими мачете, щоб змусити її зізнатися у чаклунстві та «повернути» серце її двоюрідного брата.
У тих випадках, коли передбачувана жертва сангуми не одужує, звинувачених відьом можуть вбити великі натовпи, щоб помститися за заподіяну шкоду. Існує декілька жорстоких способів страти тих, кого затаврували як відьом. Наприклад, зафіксовані випадки, коли під час полювання на відьом по всій країні жертв вішали, спалювали живцем, зарубували до смерті мачете, забивали камінням та ховали живцем. Навіть якщо звинувачений і виживає після нападу, у більшості випадків наслідки фізичних, сексуальних та емоційних тортур, завданих під час полювання на відьом, призводять до довготривалої психологічної травми для тих, хто вижив.

## Причинні фактори

### Швидкий розвиток
Папуа-Нова Гвінея — країна, багата на природні ресурси, яка протягом останніх десятиліть зазнала стрімкої модернізації та індустріалізації. Наприклад, за даними австралійського аналітичного центру The Lowy Institute, у період з 2011 по 2019 рік Китай інвестував приблизно 5,9 мільярда доларів у понад двісті різноманітних проєктів розвитку. Темпи розвитку та його нерівномірний характер призвели до значних соціальних потрясінь, оскільки дедалі більше людей покидають свої рідні села в пошуках роботи або змушені залишати свої землі, щоб звільнити простір для видобутку природних ресурсів. У результаті економічної міграції сформувалися нові спільноти, де відсутні традиційні авторитети, такі як сільські вожді та старійшини, або племінні системи правосуддя, здатні розглядати звинувачення в сангума. Це створює умови, за яких неконтрольовані, розлючені натовпи, часто очолювані молодими людьми, що зловживають алкоголем та наркотиками, можуть безкарно обирати невинних жертв для полювання на відьом, роблячи їх цапами-відбувайлами за власні нещастя.
Крім того, розширення доступу до мобільних телефонів та Інтернету, а також будівництво нових доріг сполучило громади, які раніше були ізольовані, з рештою країни. Таким чином, розвиток технологій сприяв поширенню вірувань у сангума з традиційно ізольованих поселень у віддалених високогірних районах Папуа-Нової Гвінеї до міст і селищ, розташованих на рівнинах. Соціальні мережі також сприяють швидшому та ширшому поширенню звинувачень у чаклунстві. Наприклад, відомий випадок, коли жінка, яку звинуватили у відьомстві та змусили покинути домівку через небезпечні звинувачення в сангумі, зазнала нападу в новій громаді, куди переїхала, оскільки її впізнали за вірусним дописом у Facebook.

### Заздрість

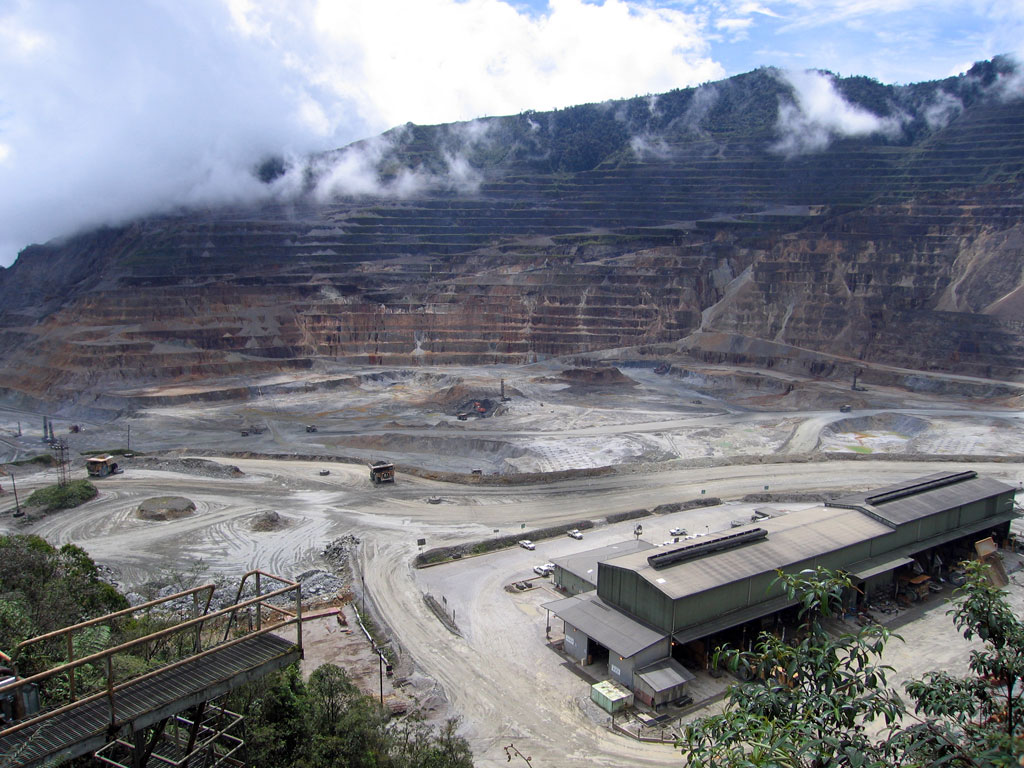
Шахта в Папуа-Новій Гвінеї

Деякі дослідники стверджують, що нещодавнє зростання випадків полювання на відьом є наслідком економічної нерівності, що виникла через нещодавній бум видобутку корисних копалин у Папуа-Новій Гвінеї. Цей бум значно поглибив прірву між багатими та бідними верствами населення. Цей економічний розрив породив невдоволення серед менш забезпечених верств населення, що вилилося в напади, пов'язані з чаклунством, на заможніших сусідів та родичів. Ці напади використовуються як привід для захоплення їхньої землі та майна, а також для того, щоб перешкодити їхньому подальшому розвитку.
Можливо, однією з причин полювання на відьом є заздрість до жінок, які останніми роками поступово набувають фінансової незалежності. Наприклад, дедалі більше жінок стають власницями бізнесу, юристками, медичними працівницями та балотуються на державні посади. Дуглас Янг, Архієпископ Маунт-Гейгена, підтвердив цю думку, зазначивши, що коли молоді чоловіки Папуа-Нової Гвінеї (70–90 % з яких є безробітними) бачать, як жінки перебирають на себе традиційні чоловічі ролі в суспільстві, вони прагнуть відновити свою владу та помститися. Це, за його словами, призводить до полювання на відьом та жорстоких актів насильства проти вразливих жінок у громаді.

### Відсутність правових наслідків для винних
Ще одна причина насильства полягає в тому, що злочинці рідко зазнають засудження та судового переслідування за полювання на відьом. 20-річне дослідження, проведене Австралійським національним університетом, показало, що менше одного відсотка злочинців були успішно переслідувані в 1440 випадках тортур і 600 вбивств. Низький рівень засуджень у справах про полювання на відьом пояснюється кількома основними причинами. По-перше, свідки та ті, хто вижив після полювання на відьом, часто бояться давати свідчення, оскільки побоюються помсти та нападів на себе або їхнє майно. Крім того, поліція в Папуа-Новій Гвінеї є недоукомплектованою, має низьке забезпечення та, в деяких випадках, самі поліцейські схильні вірити в чаклунство. Переповнені в'язниці також є фактором, що стримує поліцію від активного розслідування цих злочинів.
Крім того, до 2013 року в країні також діяв закон, який дозволяв вбивцям використовувати звинувачення у чаклунстві як самооборону в суді. Закон про чаклунство від 1971 року визнавав «широко поширене переконання по всій країні, що існує таке явище, як чаклунство, і що чаклуни мають надзвичайні сили, які іноді можуть використовуватися для добрих цілей, але частіше — для лихих».

### Погане медичне обслуговування
У Папуа-Новій Гвінеї близько 80 % населення проживає у віддалених сільських громадах, багато з яких не мають доступу до електроенергії, водопостачання та охорони здоров'я. Через такий низький рівень життя та обмежений доступ до якісної медичної допомоги, випадки передчасної смерті, яких можна було б уникнути, є поширеним явищем. Ця проблема поглибилася через поширення ВІЛ/СНІДу, зростання захворювань та смертності, пов'язаних зі зловживанням алкоголем та наркотиками (таких як інфаркти та інсульти), а також пандемією COVID-19. Зростання поширеності раніше невідомих захворювань та збільшення кількості передчасних смертей у поєднанні з низьким рівнем освіти підвищили ймовірність того, що люди шукатимуть цапів-відбувайлів, щоб звинуватити у своїх стражданнях. У пошуках пояснення раптової смерті та хвороб у своїх громадах, вони звертаються до ірраціональних забобонних вірувань, таких як чаклунство.

## Зусилля припинити полювання на відьом
Уряд Папуа-Нової Гвінеї вжив законодавчих заходів для протидії полюванню на відьом та тавруванню. Одним із найважливіших кроків стало скасування у 2013 році Закону про чаклунство від 1971 року. Цей контроверсійний закон визнавав існування чаклунства та криміналізував його, передбачаючи покарання для звинувачених відьом у вигляді позбавлення волі строком до двох років. Згідно з цим законом, вбивці також могли використовувати звинувачення в чаклунстві як самооборону в суді, що дозволяло зменшити термін ув'язнення, якщо у їхній справі фігурувало чаклунство. Крім того, того ж року смертна кара була знову запроваджена за вбивство, з метою зменшити самосуди та вбивства, пов'язані з чаклунством. Багато хто вважає, що ці законодавчі кроки проти полювання на відьом були викликані гучною справою Кепарі Леніату — 20-річної жінки, яку живцем спалив натовп після звинувачення у використанні чаклунства для вбивства молодого хлопчика.
Ефективність цих законодавчих змін викликає сумніви, оскільки насильство, пов'язане зі звинуваченнями в чаклунстві, все ще зростає в країні. Однією з головних проблем, що уповільнює прогрес, є низький рівень засудження мисливців на відьом. Це підтверджує 20-річне дослідження Австралійський національний університет, яке показало, що менше одного відсотка винних у понад 2000 випадках катування та вбивств, пов'язаних із чаклунством, були притягнуті до відповідальності.
Національні та міжнародні неурядові організації (НУО) відіграють важливу роль у боротьбі за припинення полювання на відьом у Папуа-Новій Гвінеї. Багато з них зосереджують зусилля на освіті громад щодо негативних наслідків полювання на відьом, зокрема, шляхом проведення дискусій, семінарів та спілкування з лідерами громад і місцевими лідерами думок. НУО також протидіють полюванню на відьом та тавруванню, вживаючи заходів для зменшення бідності в громадах, що є вразливими до шкідливих забобонів. Oxfam, наприклад, виступає за надання доступу до чистої води, покращення гігієни та вдосконалення сільськогосподарських методів. Ці заходи спрямовані на зменшення ймовірності хвороб та передчасних смертей, які часто є причинами таврування відьом.
Активісти, що виступають проти полювання на відьом, також відіграють важливу роль у боротьбі з цією практикою. Наприклад, Рут Кіссам — громадська організаторка та правозахисниця, яка у 2013 році активно виступала за скасування Закону про чаклунство від 1971 року та відіграла вирішальну роль у його успішному скасуванні. Сьогодні Рут Кіссам співпрацює з Племінним фондом Папуа-Нової Гвінеї — організацією, що займається питаннями охорони здоров'я матері та дитини, освіти та гендерного насильства. У фонді вона очолює кінокампанію «Senisim Pasin» («Змінити поведінку») — загальнонаціональну ініціативу, спрямовану на зміну культурного ставлення до цінності жінок у Папуа Новій Гвінеї. Крім того, від моменту свого заснування у 2013 році фонд врятував та репатріював понад 150 жінок, які постраждали від полювання на відьом. Рут Кіссам особисто врятувала та у 2018 році удочерила шестирічну доньку Кепарі Леніату. Дівчинка, як і її мати, також зазнала знущань та тортур від мисливців на відьом.